# Good to Go
Good to Go je druhé sólové studiové album anglického hudebníka Glena Matlocka. Vydáno bylo 24. srpna roku 2018. Na nahrávce se podíleli například Slim Jim Phantom a Earl Slick. O písni „Speak Too Soon“ Matlock prohlásil, že ji napsal pro rozveselení zpěvačky Patti Palladin.

## Seznam skladeb
1. Won’t Put the Brakes On Me
2. Wanderlust
3. Sexy Beast
4. Speak Too Soon
5. Piece of Work
6. Hook in You
7. Montague Terrace
8. Cloud Cuckoo Land
9. Strange Kinda Taste
10. Chill
11. Couldn’t Give a Damn
12. Keep On Pushing

## Obsazení
- Glen Matlock – zpěv
- Chris Spedding – kytara
- Earl Slick – kytara
- Neil X – kytara
- Jim Lowe – baskytara
- Chris Musto – bicí
- Slim Jim Phantom – bicí
- Anthony Bettancourt – tamburína